# Mike Haight
Michael James Haight (Manchester, 6 ottobre 1962) è un ex giocatore di football americano statunitense che ha militato nel ruolo di offensive tackle nella National Football League (NFL).

## Carriera
Al college Haight giocò a football ad Tennessee, venendo premiato come offensive lineman dell'anno della Big Ten Conference. Fu scelto dai New York Jets nel corso del primo giro (ventiduesimo assoluto) nel Draft NFL 1986. Fu anche la prima scelta assoluta del Draft 1986 della United States Football League da parte degli Orlando Renegades ma la lega fallì poco dopo e non vi giocò mai. Militò nei Jets fino al 1992, dopo di che passò un'ultima stagione con i Washington Redskins. 